# Clubiona maya
Clubiona maya là một loài nhện trong họ Clubionidae.
Loài này thuộc chi Clubiona. Clubiona maya được miêu tả năm 1991 bởi Hayashi & Yoshida.